# Origin (program)
Origin – platforma firmy Electronic Arts pełniąca funkcję sklepu z grami w wersji cyfrowej oraz systemu kontroli dostępu do danych w formie cyfrowej (DRM). 
Zastąpił EA Downloader który został wydany w listopadzie 2005, EA Link który zastąpił EA Downloader 3 listopada 2006 oraz EA Download Manager który zastąpił EA Link we wrześniu 2007. Pierwszym produktem udostępnionym w postaci cyfrowej w serwisie EA Downloader był dodatek do gry Battlefield 2 – Battlefield 2: Special Forces. Liczba zarejestrowanych użytkowników platformy sięgnęła ponad 50 milionów. W 2022 roku platforma Origin została zastąpiona przez EA App.